# Ossenzijl
Ossenzijl (Nedersaksisch: Ossenziel) is een dorp in de gemeente Steenwijkerland in de Nederlandse provincie Overijssel. Het heeft ongeveer 570 inwoners. Waarschijnlijk dankt het dorp de naam Ossenzyle (1437) aan een familie Osse, die een schutsluis of zijl in de monding van de Linde zou hebben laten aanleggen. De sluis is niet meer in gebruik.

## Toerisme
Ossenzijl ligt aan de Kalenbergergracht, die de Weerribben en Kalenberg via de Linde met het Friese merengebied verbindt. Dit water is vooral in gebruik door plezierjachten.
Vooral in de zomer trekt Ossenzijl toeristen die een dagje naar Nationaal Park Weerribben-Wieden gaan. Ossenzijl ligt in het natuurgebied De Weerribben. 
In de Weerribben bevindt zich een kleine tjasker, een simpele variant van een poldermolen.

## Religie
In Ossenzijl zijn twee kerken. Een voormalig PKN gemeente, nu in gebruik als atelier door beeldend kunstenaar Ilja Walraven, en een Vrije Zendings Gemeente. Regelmatig werken zij samen.

## Geboren in Ossenzijl
- Richard Veenstra (1981), professioneel darter